# Naftoquinona
Naftoquinona (ou, mais precisamente, 1,4-Naftoquinona) é um composto orgânico, cujos derivados formam a Vitamina K.